# 腐敗選挙区
腐敗選挙区（ふはいせんきょく、英語: rotten borough）あるいは懐中選挙区（英語: pocket borough）は、19世紀イギリスの議会制度において、投票者人口が極端に少なくなり、代表性を欠いた不当なかたちで地主が議席を占めたり、影響を及ぼせるような状態に陥った選挙区（バラ、borough）を指した表現。
例えば、12世紀に大聖堂のある町として栄えていたオールド・セーレム (Old Sarum) は、近傍にソールズベリーが建設されるとやがて町は放棄されてしまったが、その後も議会には2名の議員を送り続けていた。こうした腐敗選挙区は、地主でもある貴族に支配されており、議席はその身内である息子たちや親戚、友人などに与えられていた。こうした貴族たちは、自らは貴族院に議席をもっており、庶民院にも身内を送ることで影響力を増加させることができた。
19世紀には改革を求める動きが生じ、1832年に改革法が可決されて、57の腐敗選挙区が廃止され、議席は新たな人口集中地に配分された。

## 歴史的背景
そもそも、イギリスにおいて選挙区を意味する「バラ (borough)」とは、王からの特許状により、庶民院に2人の議員 (burgess) を代表として送る権利が認められた町のことである。こうしたバラは、通常なら母体となっている町なり都市が拡大しても、バラの領域は変わらないので、やがて時の流れの中で、バラと町は同じものとは言えなくなってしまう。本来の意味での腐敗選挙区は、いずれも領域が狭い。
典型的な場合、腐敗選挙区は、かつて相当の人口があり栄えていた時期に議会へ代表を送る権利を得た後、何世紀もの間に人口が減少し、中には投票者がほとんどいない状態になっていたものもあった。上述のオールド・セーレムも12世紀には繁栄した大聖堂都市だったが、近傍の低地にソールズベリーが建設されると町は放棄された。
何世紀もの間、人口の変動があっても、庶民院の議員を選ぶ選挙区の区割りは変更されなかった。一部の選挙区では、投票者の数がごく少数となり、賄賂によって議席を得ることも可能な状態になった。一方では、ごくわずかな人数の代表が議席を得ているのに、大きな人口を擁する地域がほとんど代表を送れないという状態が生じていた。例えば、マンチェスターは、1832年まではランカシャー選挙区の一部に含まれており、マンチェスターだけの代表を選出することはできなかった。こうした腐敗選挙区とされる選挙区内における家の軒数と投票者数を例示すると、次の通りである。
| 選挙区        | 州                     | 軒数  | 投票者数 | 備考                                   |
| ------------- | ---------------------- | ----- | -------- | -------------------------------------- |
| Old Sarum     | ウィルトシャー州       | 3軒   | 7人      |                                        |
| East Looe     | コーンウォール州       | 167軒 | 38人     |                                        |
| Dunwich       | サフォーク             | 44軒  | 32人     | かつて栄えていた町の大部分が水没した。 |
| Plympton Erle | デヴォン州             | 182軒 | 40人     |                                        |
| Gatton        | サリー州               | 23軒  | 7人      |                                        |
| Newtown       | ワイト島               | 14軒  | 23人     |                                        |
| Bramber       | ウェスト・サセックス州 | 35軒  | 20人     |                                        |
| Callington    | コーンウォール州       | 225軒 | 42人     |                                        |
これらのバラはいずれも、1831年の総選挙 (en) まで2人の議員を庶民院に送ることができた。この1831年の総選挙では、当選した406人の庶民院議員のうち、選挙区の投票者数が100人以下であった者が152名、50人以下であった者が88名に達していた。
こうした腐敗選挙区の多くは、地主でもある貴族に支配されており、議席はその身内である息子たちや親戚、友人などに与えられていた。こうした貴族たちは、自らは貴族院に議席をもっており、庶民院に身内を送ることで影響力を増加させることができた。例えば、ウェリントン公爵に叙せられる前のアーサー・ウェルズレーは、アイルランド西部のミース県にあった腐敗選挙区 (Trim) から選出され、アイルランド議会庶民院の議員になっていた。
このような状態になったバラは、何世紀もの間存在していたが、腐敗選挙区 (英語: rotten borough) という言い回しが使われるようになったのは18世紀になってからであった。「腐敗した (英語: rotten)」には、「頽廃した (英語: corrupt)」という含意と、「長期間にわたって衰退してきた」という含意が込められていた。

## 改革
19世紀には改革への動きが起こり、ごく少数の投票者しかいない過剰に代表されたバラを廃止することが目指された。この政治的な運動は功を奏し、1832年に改革法が可決されて、下記の57の腐敗選挙区が廃止され、議席は新たな人口集中地、重要な産業の興った場所に配分された。
| - Aldborough - ヨークシャー州、ノースライディング - Aldeburgh - サフォーク州 - Amersham - バッキンガムシャー州 - Anstruther - ファイフ州（スコットランド） - Appleby - ウェストモーランド州 - Beeralston - デヴォン州 - Bishop's Castle - シュロップシャー州 - Bletchingley - サリー州 - Boroughbridge - ヨークシャー州、ノースライディング - Bossiney - コーンウォール州 - Brackley - ノーサンプトンシャー州 - Bramber - サセックス州 - Callington - コーンウォール州 - Camelford - コーンウォール州 - Castle Rising - ノーフォーク州 - Corfe Castle - ドーセット州 - Downton - ウィルトシャー州 - Dunwich - サフォーク州 - East Grinstead - サセックス州 - East Looe - コーンウォール州 - Fowey - コーンウォール州 - Gatton - サリー州 - Great Bedwyn - ウィルトシャー州 - Haslemere - サリー州 - Hedon - ヨークシャー州、イーストライディング - Heytesbury - ウィルトシャー州 - Higham Ferrers - ノーサンプトンシャー州 - Hindon - ウィルトシャー州 - Ilchester - サマセット州 | - Lostwithiel - コーンウォール州 - Ludgershall - ウィルトシャー州 - Milborne Port - サマセット州 - Minehead - サマセット州 - Mitchell, or St Michael's - コーンウォール州 - New Romney - ケント州 - Newport - コーンウォール州 - Newton - ランカシャー州 - Newtown -ワイト島 - Okehampton - デヴォン州 - Old Sarum - ウィルトシャー州 - Orford - サフォーク州 - Plympton Erle - デヴォン州 - Queenborough - ケント州 - Saltash - コーンウォール州 - Seaford - サセックス州 - St Germans - コーンウォール州 - St Mawes - コーンウォール州 - Steyning - サセックス州 - Stockbridge - ハンプシャー州 - Tregony - コーンウォール州 - West Looe - コーンウォール州 - Wendover - バッキンガムシャー州 - Weobley - ヘレフォードシャー州 - Whitchurch - ハンプシャー州 - Winchelsea - サセックス州 - Wootton Bassett - ウィルトシャー州 - Yarmouth - ワイト島 |

1872年の投票法によって秘密投票が導入され、有権者が誰に投票したかが分からなくなり、有力者が選挙結果を左右するようなことはしにくくなった。同時に、投票者に謝金を払ったり慰安を供したりする行為（接待供応）は違法とされ、選挙費用は劇的に低下した。

## 懐中選挙区（ポケット・バラ）
腐敗選挙区と同様に、民主的とはいえない選挙区を指す用語として、懐中選挙区 (pocket borough) がある。これは、小さな選挙区においてひとりの有力な大地主が、あたかも自分のポケットの中にあるように、その選挙区を自在に支配している状態を意味している。
一部の選挙区は、腐敗選挙区ではないものの、自治邑土地保有態様 (burgage) によって土地を保有している、ひとり、ないし複数の有力地主の意向によって選挙結果が決まった。投票者である借地借家人は、（秘密投票ではない）公開の投票で敢えて地主に背くようなことはしなかったからである。秘密投票が導入されていなかった19世紀半ばまでは、こうした有力者の影響力行使が横行していたのである。中には、ひとりの金持ちが、いくつもの選挙区に影響力を行使することもあり、ニューカッスル公爵は、7選挙区を「ポケットに入れている」と言われていた。懐中選挙区から選出される議員は、地主自身であることもよくあり、独占選挙区(proprietarial boroughs)と呼ばれることもあった。
19世紀の有力地主たちは、懐中選挙区は、庶民院において地主層の利害を反映させる有力な手段であると考えていた。
懐中選挙区は、1867年に新たな改革法によってようやく廃止された。この改革法は、バラの領域を拡大し、個々の選挙区有権者数が概ね同水準になるようにするという原則を打ち立てた。その後、一連の法整備により、選挙区画定審議会 (Boundary Commission) が制度化され、その後の人口移動に合わせてこの原則による見直しが行われるようになった。

## 腐敗選挙区を擁護する議論
1807年から1830年まで続いたトーリー党政権は、議員の相当数を選出していた腐敗選挙区を擁護していた。このような姿勢は、当時から、トマス・ペインやウィリアム・コベットなど、有名な論客たちの批判にさらされていた。
当時は、代表例として引用される大ピットの発言にあるように、腐敗選挙区には政権に安定をもたらし、また将来を嘱望された若い政治家を議会に送る方途となる効用がある、などとする議論がなされていた。腐敗選挙区擁護派の議員は、この制度を続けてきた時代にイギリスは繁栄してきたのだから、そのまま維持すべきである、とも主張した。 
西インド諸島やインド亜大陸の植民地にいたイギリス人たちは、ウェストミンスターの議会に代表をもてなかったこともあり、腐敗選挙区は植民地住民の利害を議会に反映される機会を与えるものだ、と主張した。
政治家スペンサー・パーシバルなどは、もし腐敗選挙区を廃止すれば制度全体が崩壊しかねないと述べ、国民に制度全体を見てほしいと訴えた。

## 現代における用法
雑誌『Private Eye』には「Rotten Boroughs」というコラムがあり、地方自治体の問題などを取り上げている。ここでの「バラ (borough)」は、地方行政における区画のことであり、議会の選挙区のことではない。
ジョージ・モンビオットは、その著書『The Age of Consent』の中で、国連総会において1票をもっている小さな島国を、腐敗選挙区と比較する議論をしている。

### フィクション作品における言及
BBCテレビの歴史コメディ番組『ブラックアダー』第3シーズン（Blackadder the Third）のエピソード「Dish and Dishonesty」で、主人公 Edmund Blackadder は、議会で摂政王太子を支える助けにしようと、Dunny-on-the-Wold という腐敗選挙区から能無しの Baldrick を当選させようとする。この目論見は16,472票対0票であっさりと実現するが、この選挙区の有権者は1人だけ（Blackadder 自身だけ）であった。
パトリック・オブライアン作の海洋冒険小説オーブリー&マチュリンシリーズでは、主人公のひとりジャック・オーブリー(Jack Aubrey)の父であるオーブリー将軍がかつて支配していた懐中選挙区として、ミルポート（ミルフォードとも）が登場する。シリーズ第12巻の『The Letter of Marque』で、父オーブリー将軍が死ぬと、ジャックの従兄弟エドワード・ノートンが選挙区の「オーナー」として、ジャックに議席を引き継ぐことを勧める。選挙区には17人しか投票人がおらず、その全員がノートンの店子であった。
ジョージ・マクドナルド・フレイザーの「フラッシュマン・シリーズ」の名称のもととなった敵役ハリー・フラッシュマンは、その父サー・バックレー・フラッシュマンがかつて議員であったが、「議会改革のときに一発やられた」ことに言及しており、この父フラッシュマンの議席は腐敗選挙区か懐中選挙区にあったことが示唆されている。
トマス・ラブ・ピーコックの風刺小説『Melincourt, or Sir Oran Haut-Ton』(1817年)では、サー・オラン・ウート＝トン(Sir Oran Haut-ton)という名のオランウータンが、「古より続く栄えある選挙区ワンボート」(Onevote =「1票」の意)から議会に選出される。サー・オランが選出されたのは、オランウータンは言葉を操れないだけで人類と同じ種族なのだと信じる主人公が、この考えを広めるために企てた計画の一環であった。「ワンボート選挙区は、荒れ地 (ヒース)の中にあって、1軒だけ農場があるが、土地は痩せ、耕作には向かず、ロットンバラ公爵（Duke of Rottenburgh = Rottenburgh は rotten borough の意）が、栄えある選挙区を存続させるためにわざわざ金を支払って店子たちを住まわせていなければ、誰も耕作しようとはしなかったことだろう。この選挙区の唯一の選挙人はクリストファー・コーポレイト氏(Mr Christopher Corporate)といい、彼の投票で議員2人が選ばれていたが、議員はそれぞれ「コーポレイト氏の半分だけを代表していると見なされた。」
アンソニー・トロロープの議会小説には、腐敗選挙区が随所に登場する。 ジョン・グレイ(John Grey)、フィニアス・フィン(Phineas Finn)、シルバーブリッジ卿プランタジネット・パリザー(Plantagenet Palliser, Lord Silverbridge)といった小説の登場人物たちは、いずれも腐敗選挙区から議員に選ばれている。
ウィリアム・メイクピース・サッカレーの小説『虚栄の市』の第7章には、架空の腐敗選挙区「クイーンズ・クローリー (Queen's Crawley)」が登場する。この選挙区は、かつてエリザベス女王がハンプシャー州の小さな町クローリーを訪れたとき、地元のビールを気に入ってこの小さな町をバラにし、議会に2人の議員を送る権利を与えたため、この名が付いた。この話の時代設定は、19世紀はじめであり、この地の人口は減少し、「選挙区の状態は、腐敗しているといわれていた」。
小説『Rotten Borough』は、オリバー・アンダーソン(Oliver Anderson)がジュリアン・パイン(Julian Pine)の筆名で1937年に発表した問題作で、1989年にも元々の題名で再刊された。

## 腐敗選挙区に関する有名な引用句
- 「（選挙区の代表性は）憲法の腐敗した部分である。」- ウィリアム・ピット（大ピット）

- 「人口100万人に近いヨークシャー州は議員を2人出しているが、人口がその100分の1もないラットランド州も同じである。オールド・セーレムの町には3軒も家がないのに議員を2人出しているが、マンチェスターの町には6万人以上が住んでいるが議席は1つも認められていない。このような状態に、何らかの原則があるというのだろうか？」トマス・ペイン『人間の権利』1791年。[9]

- ギルバート&サリヴァン(Gilbert and Sullivan)：喜歌劇『軍艦ピナフォア (H.M.S. Pinafore)』より：

サー・ジョセフ・ポーター：僕はとても金持ちに生まれ育ち
懐中選挙区から議会に送られた
いつでも党の言いなりで投票し
自分で考えようとなんて、考えもしなかった
コーラス: あいつは自分で考えようとなんて、考えもしなかった
サー・ジョセフ：僕はほとんど何も考えなかったから、ご褒美をもらえた
女王の海軍の総司令官にしてもらえた！
- ギルバート&サリヴァン：喜歌劇『アイオランシ (Iolanthe)』より：

妖精の女王：ちょっと待ってね。選挙区がひとつか2つ、うちの屑箱に入っているのよ。あなた、議員になりたい？
- パトリック・オブライアンのオーブリー&マチュリンシリーズ第12巻『The Letter of Marque[注釈 1]』より：

いつか午後にミルポートへ来て、選挙人たちに会ってみないか？ そんなに多くはいないし、みんな私の店子だから、形式的な手続きに過ぎん。もちろん見苦しくないよう面目は保たなきゃいけないがね。令状はすぐに出してもらえるさ。
- サッカレーの『虚栄の市』に登場するクイーンズ・クローリー選挙区は、1832年改革法で腐敗選挙区として廃止されてしまう。第67章より[10]。

ドビン中佐は、結婚後すぐに軍を退役し、ハンプシャー州のクイーンズ・クローリーからさほど遠くないところに瀟洒な家を借りた。例の改革法が通った後、クイーンズ・クローリーにはサー・ピットの一家が定住していた。准男爵がもっていた議会の2議席は消え、貴族に昇ろうという望みは潰えた。この破局の結果、サー・ピットは金もなくなり意気消沈して、健康も害した挙げ句、大英帝国の急速な衰退を予言するようになった。